# جون برايت
جون برايت (بالإنجليزية: John Bright)‏ هو مصمم أزياء تقليدية وكاتب سيناريو أمريكي، ولد في 1908 في بالتيمور في الولايات المتحدة، وتوفي في 14 سبتمبر 1989 في لوس أنجلوس في الولايات المتحدة.

## وصلات خارجية
- جون برايت على موقع IMDb (الإنجليزية)
- جون برايت على موقع أول موفي (الإنجليزية)
- جون برايت على موقع قاعدة بيانات الأفلام السويدية (السويدية)
- جون برايت على موقع قاعدة بيانات الفيلم (الإنجليزية)
- جون برايت على موقع كينوبويسك (الروسية)